# Полянский, Леонид Ефремович
Леонид Ефремович Полянский (6 августа 1927 — 6 февраля 2004) — советский инженер-физик, специалист в области газодинамики, кандидат технических наук. Лауреат Ленинской премии (1967).

## Биография
Родился в 1927 году в городе Одесса.
С 1950 года после окончания Харьковского государственного университета направлен в город Арзамас-16, работал инженером, старшим инженером и с 1955 года научным сотрудником Сектора № 3 КБ-11.
С 1955 года направлен в закрытый город Челябинск-70. С 1955 года научный сотрудник, с 1958 года руководитель группы, с 1960 года заместитель начальника отдела, с 1963 года начальник лаборатории, с 1970 года назначен начальником Научно-исследовательского отдела Всесоюзного научно-исследовательского института технической физики. Л. Е. Полянский являлся организатором проведения экспериментов по изучению свойств деталей и изделий после воздействия рентгеновского излучения. Автор значительного количества научных трудов и 3 изобретений. Занесён в Книгу «Заслуженные ветераны города» Челябинск-70 (Снежинск) в 1982 году.
В 1989 году вышел на пенсию и проживал в г. Киев, Украина. Умер 6 февраля 2004 года после тяжёлой и продолжительной болезни.

## Награды
Источники:

### Ордена
- Два Ордена Трудового Красного Знамени (1955, 1962)

### Премии
- Ленинская премия (1967)